# Dorothy och Lillian Gish-priset
Dorothy and Lillian Gish-priset, eller Gishpriset är ett amerikanskt kulturpris.
Gishpriset utdelas årligen sedan 1994 till "en man eller kvinna som gett ett utmärkt bidrag till att öka skönheten i världen och till mänsklighetens glädje och förståelse av livet".
Priset grundades av film- och teaterskådespelarna och systrarna Dorothy Gish och Lillian Gish enligt testamente 1994. 

## Prismottagare
- 1994: Frank Gehry, arkitekt
- 1995: Ingmar Bergman, filmregissör
- 1996: Robert Wilson, artist och regissör
- 1997: Bob Dylan, sångare
- 1998: Isabel Allende, författare
- 1999: Arthur Miller, författare
- 2000: Merce Cunningham, koreograf
- 2001: Jennifer Tipton, ljussättare
- 2002: Lloyd Richards, teaterregissör
- 2003: Bill T. Jones, koreograf
- 2004: Ornette Coleman, jazzmusiker
- 2005: Peter Sellars, teaterregissör
- 2006: Shirin Neshat, filmare
- 2007: Laurie Anderson, konstnär
- 2008: Robert Redford, skådespelare
- 2009: Pete Seeger, sångare
- 2010: Chinua Achebe, författare
- 2011: Trisha Brown, dansar, koreograf och konstnärlig ledare
- 2012: Anna Deavere Smith, författare och skådespelare
- 2013: Spike Lee, regissör, producent och författare
- 2014: Maya Lin, skulptör, installationsartist[2]
- 2015: Suzan-Lori Parks, dramatiker, manusförfattare
- 2016: Elizabeth LeCompte, teaterregissör
- 2017: Meredith Monk, kompositör, sångare och koreograf
- 2018: Gustavo Dudamel, violinist och dirigent
- 2019: Walter Hood, artist och designer
- 2020: Ava DuVernay, filmskapare
- 2021: Sonia Sanchez, poet
- 2022: Jawole Willa Jo Zollar, dansare och koreograf
- 2023: Thelma Golden, museichef och chefskurator för Studio Museum in Harlem